# ルククルン
ルククルン（タイ語: ลูกกรุง）はタイ王国の大衆歌謡のジャンルのひとつ。都会歌という意味合い。かつて一世を風靡したが、今となってはタイの「懐かしのメロディー」扱いで、最盛期はタイの都市部でよく聴かれた。現在も少ないながらも根強いファンに支持されている。

## 概略
ラーマ5世の治世の末期からラーマ6世の頃、西洋の音楽を学ぼうとイタリアから西洋楽器とその奏法、音楽理論を取り入れ、その手法で作られた楽曲（おもに歌謡曲）をルククルン（ลูกกรุง）と呼んだ。1931年の事である。ルククルンが、それまでの民謡などと決定的に違ったのは、伴奏に西洋楽器を使うこと、12平均律旋法を用いるなど西洋音楽理論に基づいた曲調と、大げさなコブシを排した、いわゆるノン・ビブラート唱法に近い都会的な歌唱だった。ルククルンという言葉はルーク（ลูก‐子供という意味）＋クルン（กรุง‐都）で、直訳では「都会っ子」という意味になり、都会の歌の事を指す。
都会を繊細に歌った歌曲が多い。歌詞は散文で格調高い。単なる歌詞の域を超え、現代詩のような技法を凝らした作品は枚挙に暇がなく、押韻、暗喩、対句、擬人法などの技法を盛り込むことは珍しくない。殊に暗喩には長けており、表層的な意味だけでなく二重・三重の複雑な意味を持つ作品は多い。また、まるで異質な単語を並立させ、あたかもシュールレアリズムのように心象の飛躍を喚起させる作品も散見され、その文芸的な水準は非常に高い。

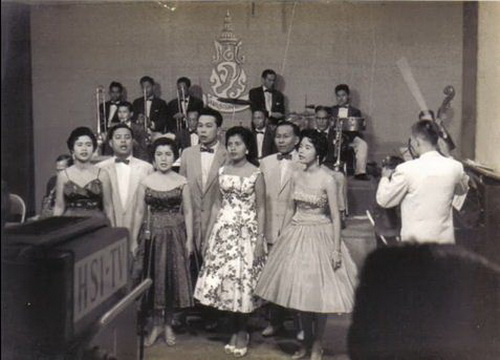
初期のスンタラーポーン・バンドの歌手たちと楽団員

最初のルククルンの楽曲は、クンウィチット・マートラー（ขุนวิจิตรมาตราｰ思想家・映画監督・作曲家。タイの最初の国歌を作曲したことで知られる）作曲、チット・プミサック（จิตร ภูมิศักดิ์ｰ政治思想家・歴史学者・言語学者）作詞による「ラ・ティー・クルワイマイ（ลาทีกล้วยไม้ｰ欄の花咲く場所での別離）」という曲だった。
1939年11月20日、タイ王国で最初の西洋楽器を使ったバンドの「スンタラーポーン・バンド（วงดนตรีสุนทราภรณ์）」が創立された。資本を募り音楽レーベルの設立と共に作詞・作曲・編曲・歌手の歌唱指導・バンドの演奏指導など、分業化されたシステムを作った。バンコクのラチャダムヌーン通り（ถนนราชดำเนิน）のホテルで連日ルククルンを上演したため、周辺には洒落たバーが建ち並び、最先端のファッションに身を包んだ人々が集うようになり、当時この一帯は社交の殿堂と化した。流行の洋品店もしのぎを削り合い、中にはファッションドレスの大手メーカーに成長する店もあった。

### 音楽的特徴
当初よりジャズなどの軽音楽を手本に創造した経緯があるにも関わらず、スタンダード・ナンバーの典型的なコード進行を借用した作品は多くなく、旋律と共にオリジナルを求めた。楽式はヴァース‐コーラス形式が多く、よく考えられた構成を持つ。ゆっくりとしたバラード作品が多い一方で、アップテンポの作品ではマンボ、タンゴ、ルンバ、チャチャチャなどのラテン・リズムの楽曲も多い。器楽曲は少なく、歌唱曲がほとんど。男女の掛け合いも人気を博した。タイの伝統音楽と、西洋音楽の衝突による、一種独特の止揚があり、味わい深い。

### 声調と旋律

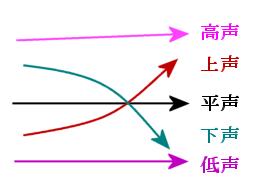
タイ語の声調

タイ語はタイ・カダイ語族の言語で、中国語などと同様に声調がある。タイ語の場合は5種類の声調があり、発声の音程が変わることで意味も変わる言語である。たとえば「新しい木材は燃えない」はタイ語で「ใหม่ ไม้ ไม่ ไหม้」と言い、これを片仮名表記すると「マイ（新しい）マイ（木材）マイ（否定の接頭詞）マイ（燃える）」であるが、それぞれの「マイ」は声調が違い、タイ文字の綴りと声調記号により単語の持つ意味が明確になり、聞く者はその単語の音程で意味を把握する。
ところで、こういった性格を持つタイの言語で歌を歌うときに、メロディーにタイ語を乗せると、作曲者の意図する旋律とは別に、タイ単語の持つ声調に従った音程の上下が加わることになる。声調を犠牲にしてメロディーを優先すると歌詞の意味が不明になるばかりではなく、まったく違った意味になってしまうので、声調が犠牲になることは、ない。
したがって、原メロディーの意図しない音程が挟み込まれることは一般に当然のことで、この音程がアヴォイド・ノート（回避音）になってしまうこともしばしばである。このアヴォイド・ノートの出現が大胆で特異な和音解釈を思わせ、タイ歌謡独特のフレージングの大きな特徴になっている。アヴォイド・ノートは多くの場合、テンション・ノートとして構成される。しかし、近年では稀に構成音を転回させて、いわゆる代理コードと解釈して演奏されることもあって、これは西暦2000年前後からタイの演奏者の水準が劇的に向上し、音楽理論の理解が進んだことによる。
このテンション・ノートや代理コードの使用も相俟って、タイの歌謡曲はジャズとの親和性が高い。したがってジャズふうに編曲した楽曲も最近では多く見受けられる。しかしこれはルククルンに限ったことではなく、タイ語の歌詞で歌われる歌曲に共通することである。とはいえ、特にルククルンはその成り立ちも含めジャズの影響が色濃い。

### 盛衰
どちらかというとインテリ趣味のサロン音楽の類いで、聴衆を選ぶきらいがあったため、国民に遍く知られる爆発的な大ヒットという楽曲に乏しい。
そんなルククルンにも競合があったのは1970-72の頃で、競争相手は、まるで対照的なルクトゥンだった。どちらも映画の主題歌や挿入歌として人気を博し、この時期にも、たくさんの名曲が作られた。幾人もの歌手が映画に出演し、さらに主演もし、あまつさえ人気を博する者までいて、その競合は熾烈を極めたが、優等生的なルククルンよりも、庶民的なルクトゥンのほうがタイ庶民の支持を受け、この競争のあとルククルン人気は下火になってしまう。時折、思い出したようにルククルンのCDがリリースされて、根強いファン層にそこそこ売れるものの、ルクトゥン級の大ヒットには至らない。
ルククルンの歴史の中で特筆すべきは、1987年から1990年の間に、全部で13枚のルククルン・アルバムを発表したユアマイというアコースティック・アンサンブルで、このバンドの女性専属歌手がオラウィー・サッチャノーンだ。その美しい歌声は「ガラスの鈴の歌声（นักร้องเสียงระฆังเเก้ว）」の異名を取り、下火だったルククルン人気を再燃・復活させ、カセット・テープも併せて累計100万枚以上を売り上げた。ルククルンとしては空前にして絶後の売上となり、業界の話題となった。この売上に大きく貢献した要因が、オラウィーの歌声である。
1996年、かつての人気アイドル・ガールズ・グループ「サオ・サオ・サオ（สาว สาว สาว）」のメンバーであったオラワン・イェンプンスク（อรวรรณ เย็นพูนสุข）」が美しいアレンジメントのアコースティック・アンサンブルをバックにルククルンの名曲を吹き込みアルバムCDとDVDをリリースした。しかし評判は上々だったものの、売上は今ひとつ伸びなかった。
また、2019年5月16日ｰ7月4日にタイ民放31チャンネル（ทางช่องวัน31）で放映されたテレビドラマ「ルククルン（ลูกกรุงｰ全29回）」では劇中歌として、かつてのルククルンの名曲がふんだんに紹介され、このドラマのヒットにより、ルククルンへの関心が高まった。

### 代表的的なルククルン歌手
- カムトーン・スワンピヤシリ（กำธร สุวรรณปิยะศิริ）
- チッティマー・チウチャイ（จิตติมา เจือใจ）
- チンタナー・スクサジット（จินตนา สุขสถิตย์）
- チャルン・ナンタナーコン（ชรินทร์ นันทนาคร）
- モンラーッウォン・タナシー・サワディワット（ม.ร.ว. ถนัดศรี สวัสดิวัตน์）
- タノンサック・パクディーティーワー（ทนงศักดิ์ ภักดีเทวา）
- タニン・インタラテープ（ธานินทร์ อินทรเทพ）
- ナリス・アルー（นริศ อารีย์）
- ブッサヤー・ランシー（บุษยา รังสี）
- フェンシー・プムチューシー（เพ็ญศรี พุ่มชูศรี）
- マンタナー・モラクン（มัณฑนา โมรากุล）
- ルワントーン・トンラントーン（รวงทอง ทองลั่นธม）
- ルンウィディー・ペンポンサイ（รุ่งฤดี แพ่งผ่องใส）
- ウィナイ・チュラブッサパ（วินัย จุลละบุษปะ）
- ソムヨット・タッサナーパン（สมยศ ทัศนพันธุ์）
- サワウィパカパン（สวลี ผกาพันธุ์）
- ステープ・ウォンカムヘン（สุเทพ วงศ์กำแหง）
- オーイ・アッタラー（อ้อย อัจฉรา）
- ウア・スントンサナーン（เอื้อ สุนทรสนาน）
- ヤーッ・ナッパライ（หยาด นภาลัย）
- ケオ・アチャリヤクン（แก้ว อัจฉริยกุล）
- オラウィー・サッチャノーン(อรวี สัจจานนท์)

### ルククルンのバンド
- スンタラーポーン・バンド（วงดนตรีสุนทราภรณ์）
- ユアマイ(เยื่อไม้)